# غروة مور (كشر)

تعديل مصدري - تعديل

غروة مور هي إحدى قرى عزلة الحماريين بمديرية كشر التابعة لمحافظة حجة، بلغ تعداد سكانها 235 نسمة حسب تعداد اليمن لعام 2004.